# Nomerobius connexus
Nomerobius connexus is een insect uit de familie van de bruine gaasvliegen (Hemerobiidae), die tot de orde netvleugeligen (Neuroptera) behoort. 
Nomerobius connexus is voor het eerst wetenschappelijk beschreven door Banks in 1915.